# 光の中へ (結束バンドの曲)
『光の中へ』（ひかりのなかへ）は、日本のテレビアニメ『ぼっち・ざ・ろっく！』の作中に登場するバンド「結束バンド」による2枚目のシングルである。2023年5月22日にサブスクリプションを含む配信を先行して開始し、同年5月24日にアニプレックスより帯付きのデジパック仕様で発売された。初回特典としてバックステージパス風ステッカーを封入。

## 概要
アニメ『ぼっち・ざ・ろっく！』の作中に登場するバンド「結束バンド」の、アルバム「結束バンド」発売後初の新曲（2枚目のシングル）として、アニメ放送終了後に行われたイベント「ぼっち・ざ・ろっく！ です」内にて発表。初公開は2023年5月21日「結束バンド」初のワンマンライブとなる「結束バンドLIVE-恒星-」内で、「光の中へ」と「青い春と西の空」がそれぞれ歌唱・演奏され、同ライブ直後にYouTubeにて「光の中へ」の「Lyric Video」が公開された。翌日5月22日より先行ダウンロード配信が開始され、5月24日からCDシングルが発売された。「光の中へ」はBillboard Japanによるダウンロード・ソングで1位、「青い春と西の空」は同3位を獲得した。
「光の中へ」作詞・作曲を担当した藤森元生は、『ぼっち・ざ・ろっく！』アニメを見て主人公の後藤ひとりに強い共感を覚えていたところ、この企画のオファーを受けて飛びついたという。作詞については「学生である後藤ひとりが歌詞を書いている（という設定）」「結束バンドの詩では直接的なことは書かない」ということを踏まえ、数式を歌詞に取り入れることにした。またライブで初公開される曲であるということが決まっていたためライブを題材にし、ポジティブな気持ちを入れたいと思う一方で「後藤ひとりならどこまでポジティブになれるか、ポジティブになりすぎないか」をアニメ制作サイドとも相談・調整しつつ作詞を行った。
作曲については、「結束バンド」の曲の多くの編曲を担当している三井律郎が今回も編曲を担当することが決まっていたため、アレンジを三井に任せる形で、藤森が所属するバンドであるSAKANAMONのテイストを前面に出して曲作りを行った。三井のアレンジにより、『ぼっち・ざ・ろっく！』アニメ第8話における後藤ひとりのアドリブギター演奏のフレーズも曲内に入れ込まれている。
歌唱については「結束バンド」の他の多くの曲と同じく、喜多郁代を演じる長谷川育美が担当しているが、従来コーラスを担当している山田リョウ役の水野朔だけではなく、「結束バンド」の曲初の試みとして後藤ひとり役の青山吉能、伊地知虹夏役の鈴代紗弓もキャラクターとしてコーラスに参加している。
カップリング曲の「青い春と西の空」は、「（アニメ第9話の舞台である）江ノ島帰りの夕日」をテーマにして制作されたという。また楽器にトライアングルが使用されている。これは三井が、本作に登場するキャラクターである「虹夏のドリトス見てたら思いついた」ために入れられたという。またイントロで三井は「バラバラだったメンバーが虹夏のドラムによって結束する」ことを音楽で表現しようと試みたとのこと。この曲は2024年8月9日公開の『劇場総集編ぼっち・ざ・ろっく！ Re:Re:』挿入歌として使用された。

## 評価
ローリング・ストーン日本版でライターのs.h.i. は、「光の中へ」については「SAKANAMON直系の疾走感が映えるマスロック寄りのエモ」、「青い春と西の空」については「ポストロック／エモにそのまま通じるイントロに対し、歌が入るパートはポップな展開で、それでいて双方の繋ぎには全く違和感がない」として、どちらの曲も三井がこだわっている“下北沢サウンド”の新たな引き出しを開けつつ、結束バンド既存曲のイメージを引き継いでいると評した。

## 収録曲
| 全編曲: 三井律郎。 |                                  |           |                               |       |
| #                  | タイトル                         | 作詞      | 作曲                          | 時間  |
| 1.                 | 「光の中へ」                     | 藤森元生  | 藤森元生                      | 4:18  |
| 2.                 | 「青い春と西の空」               | 樋口愛    | 南田健吾(agehasprings Party)  | 4:13  |
| 3.                 | 「光の中へ」(Instrumental)       |           | 藤森元生                      | 4:18  |
| 4.                 | 「青い春と西の空」(Instrumental) |           | 南田健吾 (agehasprings Party) | 4:13  |
| 合計時間:          | 合計時間:                        | 合計時間: | 合計時間:                     | 17:02 |

## クレジット
光の中へ
Lead Vocal : 喜多郁代（CV:長谷川育美）
Guitar : 三井律郎、akkin
Bass : 高間有一
Drums : 比田井修
Main Chorus : 山田リョウ（CV:水野朔）
Sub Chorus : 伊地知虹夏（CV:鈴代紗弓）、後藤ひとり（CV:青山吉能）
青い春と西の空
Vocal : 喜多郁代（CV:長谷川育美）
Guitar : 三井律郎、akkin
Bass : 高間有一
Drums : 比田井修
Chorus : 山田リョウ（CV:水野朔）

## タイアップ
青い春と西の空
『劇場総集編ぼっち・ざ・ろっく！ Re:Re:』挿入歌

## カバー
- SAKANAMON - 「光の中へ」作詞・作曲を担当する藤森元生のバンド「SAKANAMON」が、「光の中へ feat.田辺由明(マカロニえんぴつ)」という形でセルフカバー[9]。